# Рас Бужадур
Рас Бужадур (арабски: رأس بوجادور‎, произнася се Rā's Būjādūr), известен също като Кабо Божадур е град в провинцията Лаайоуне-Божадор-Сакиа Ел Хамра, Западна Сахара. Населението на града е 41 178 души (2006).
Градът е на около 220 км южно от най-югозападната точка на Фуертевентура, Канарските острови.
Португалците са първите европейци, посетили земята, на която днес лежи Рас Бужадур – през 1434 година.

## Побратимени градове
- Кета, Гана